# Jedermanns Frau
Pour plus de détails, voir Fiche technique et Distribution.
Jedermanns Frau est un film autrichien réalisé par Alexander Korda, sorti en 1924.

## Fiche technique
- Titre : Jedermanns Frau
- Réalisation : Alexander Korda
- Scénario : Ernest Vajda
- Pays d'origine : Autriche
- Format : Noir et blanc - 1,33:1 - Film muet
- Genre : drame
- Durée : 96 minutes
- Date de sortie : 1924

## Distribution
- María Corda : Theres Huber
- May Hanbury : Herzogin Bella
- Harry Nestor (en) : Robert Wulfen
- Artúr Somlay (en) : Herzog Patry Thun
- Otto Schmöle : Philipp Thun